# شبدر شیرین

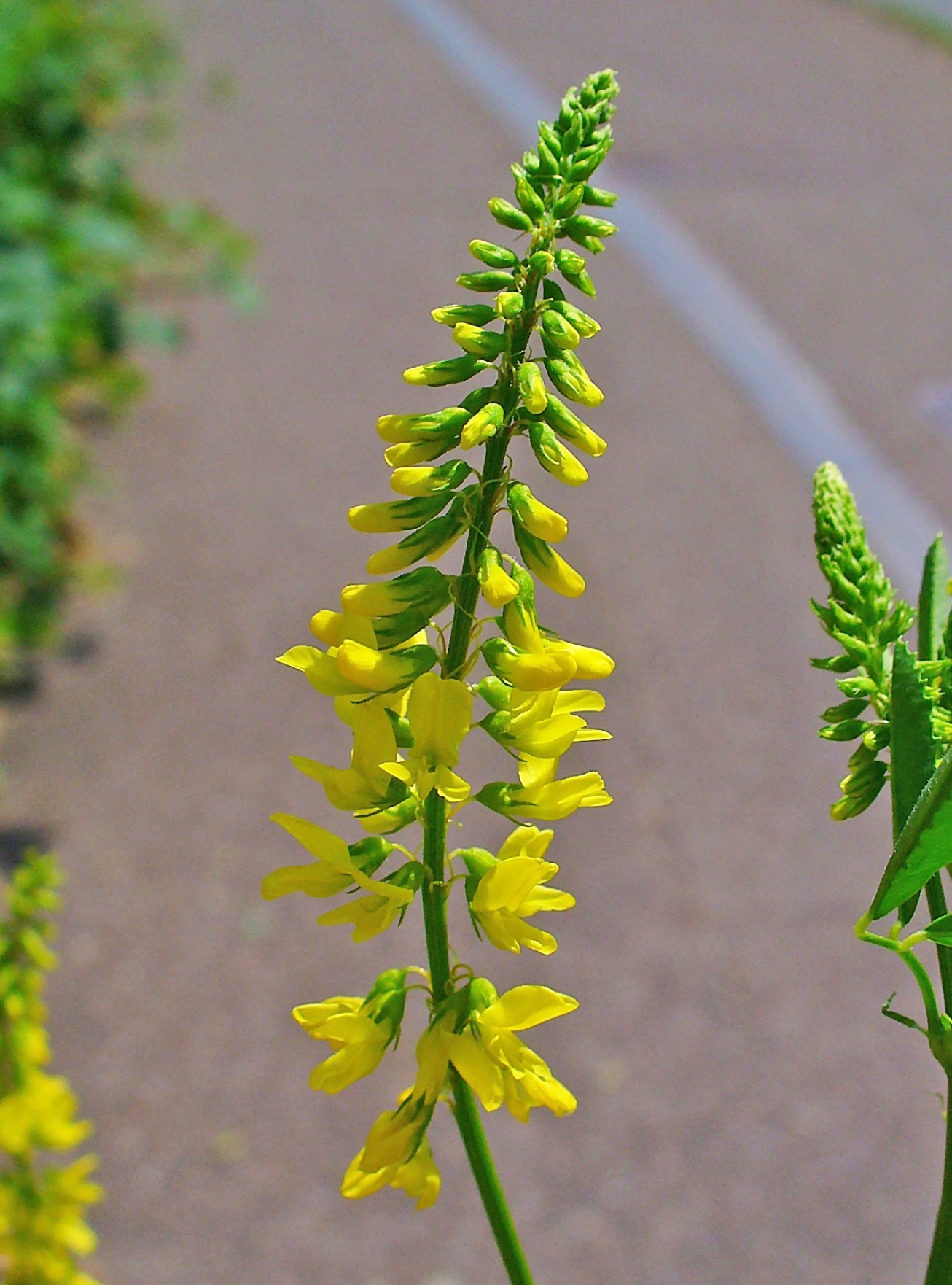
یونجه زرد.

شبدر شیرین،‌ یونجه زرد، اکلیل الملک یا شاه‌افسر با نام علمی (به انگلیسی: Melilotus officinalis) گونه‌ای از بُنشَن (بقولات) است به رنگ کاه یا زرد مایل به سفید که درون دانه آن زرد است. این گیاه با وجود تخلخلی که دارد تا اندازه‌ای سخت است. یونجه زرد بومی اوراسیا است و امروزه در آمریکای شمالی، آفریقا و استرالیا هم کشت می‌شود. در ایران در چراگاه‌ها و کوهستان‌ها به ویژه در سبلان می‌روید.
نام‌های دیگر آن عبارتند از: شبدر شیرین، اکلیل‌الملک، بسنگ، بسیه، شاه‌بسه، ناخنک، یونجه زرد، گیاه قیصر.
این گیاه به صورت یکساله یا دوساله کشت می‌شود و ارتفاع آن بیش از یک متر می‌شود. مقاومت نوع گل زرد آن به خشکی بیشتر است، اندام‌های کوچک‌تری دارد و بوی خیلی خوبی دارد و خوش‌خوراک است.
گل‌های یونجه زرد دارای خواص تشنّج، مرهم سینه، قبض‌کننده و ضد عفونی کننده‌است. بوی ادرار را از بین برده، تراوش آن را زیاد می‌کند، مجاری ادرار را ضد عفونی می‌کند و در اسهال خونی، ورم روده و روماتیسم نیز مصرف می‌شود. این گیاه چون مسکن و خواب‌آور است آن را در تحریکات عصبی، انواع درد عصب، سرفه‌های عصبی و گاز روده‌ها استعمال می‌کنند و نیز برای درمان زکام نایژه‌ها و ورم عقب حلق مصرف می‌کنند. برای درمان ورم ملتحمهٔ چشم خوب است. سی تا چهل گرم آن را در یک لیتر آب باید جوشاند و مصرف کرد.